# Paul-Henri Campbell
Pour les articles homonymes, voir Campbell.
Paul-Henri Campbell (né en 1982 à Boston) est un auteur germano-américain de poésie et de prose en anglais et en allemand. Il a étudié la philologie classique, notamment le grec ancien et la théologie catholique à la National University of Ireland à Maynooth et à la Goethe University à Francfort-sur-le-Main.
Son travail l'a amené à étudier les mythologies contemporaines. Il décrit son approche de la prose comme un réalisme mythique Les contributions de Campbell sont parues dans la presse littéraire allemande et américaine, comme Lichtungen (de), Purnev Literary Magazine, Hessischer Literaturebote, entwürfe (de), et KGB Magazine,,,.

## Vie
Paul-Henri Campbell est le fils d'un ancien soldat américain et d'une infirmière allemande. Il a grandi dans le Massachusetts et a démangé avec sa famille en Allemagne, où il a terminé ses études secondaires en Bavière. Campbell est né avec une malformation cardiaque et porte un pacemaker depuis l'âge de 24 ans. Il s'est aussi fait retirer une tumeur au cerveau au Boston Children’s Hospital quand il avait 10 ans et est depuis épileptique. En tant qu'auteur néanmoins, cela n'a qu'une influence mineure sur son travail,.

## Œuvre
Le travail narratif de Paul-Henri Campbell est caractérisé par son usage extensif de l'ironie tragique. Ainsi, des personnages et des récits similaires évoluent dans une dichotomie qu'il est quasi impossible de résoudre. La plupart de ces situations apparaissent dans un conflit entre ambitions et attentes. Le choix de thèmes centraux du genre humain, tels que l'amour, est typique de l'œuvre de Campbell.

« Ralf Julke, éditeur du plus grand site de nouvelles de Leipzig, a écrit dans une critique du recueil d'histoires courtes Meinwahnstraße: « [Il y a des situations] dans lesquelles il n'est absolument pas clair que ce qui est vécu a un lien avec l'amour. Ou s'il s'agit d'obsession, un défaut du système des émotions, ou même une déception. Le vrai amour? - Non, certainement pas. Thématiquement, une grande partie des récits de Campbell pourrait se trouver dans l'œuvre de Raymond Carver. Même si dans le cas de Carver, les histoires n'auraient pas eu les conséquences qu'elles ont ici. Parce que les histoires de Campbell ont clairement des conséquences. Elles ne sont pas seulement des histoires de relations humaines qui sont toutes d'une façon ou d'une autre instables, abominablement pleines de néant, d'abîme, d'insécurité, de fausses pistes. Elles ont aussi tendance à concrétiser leur catastrophe. »

La poésie de Campbell est basée sur les mythologies contemporaines qui sont phasées à travers plusieurs impressions scéniques comme une série de captures d'image. En cela, il est proche de la tradition symboliste et de la poésie des choses (en allemand : Dinggedicht (de)). Inspiré par le poème de Stéphane Mallarmé Un coup de dés, Campbell est intéressé par la poésie comme une impression du langage, c'est-à-dire la relation entre le langage poétique et le média qui les représente. Les caractères qui forment un mot jouent donc à la surface de la page sur laquelle ils se trouvent. Ainsi, Campbell aspire à éclairer le côté matériel du langage (le côté matériel des logos) comme un élément constitutif incontournable de la poésie. C'est pourquoi, ses poèmes ne sont jamais des pièces isolées, mais font partie d'un large mouvement poétique, comme un cycle ou un livre dédié à un unique thème. Ses thèmes lyriques incluent des éléments tels que le Pontiac Firebird Trans-Am, l'A-train du métro new-yorkais, des godmichets ou le speed-dating. Pour éviter de créer des poèmes futiles, il aspire à conceptualiser son œuvre lyrique dans un schéma plus grand. Son recueil de poèmes intitulé Space Race, une incarnation lyrique des mythologies autour de la conquête de la Lune au XXe siècle, comporte précisément cette technique de conceptualisation. L'objet principal n'est pas le poème individuel mais l'ensemble du lieu, de l'endroit, de la localisation et de la signification au sein d'une publication.

## Publications
- Duktus Operandi, poèmes, ATHENA-Verlag, Oberhausen 2010.
- Meinwahnstraße, nouvelles, fhl-Verlag, Leipzig 2011.
- Space Race, poèmes, fhl-Verlag, Leipzig 2012.
- Benedikt XVI, livre audio (narrateurs : Andreas Herrler et Mirko Kasimir), Monarda Publishing House, Halle/Saale 2012[17].
- Tattoo & Religion. Die bunten Kathedralen des Selbst (Interviews) [Tatouage & Religion. Les cathédrales colorées du soi (Interviews)], Wunderhorn, Heidelberg 2019.

## Récompenses
- 2012 Dichtungsring, Bonn : Prix en traduction[18]
- 2012 Poet-in-Residence Dresden (finaliste avec Carl-Christian Elze (de) et Róža Domašcyna)[19]